# 1930-as női sakkvilágbajnokság
A 2. női sakkvilágbajnokságot a 3. sakkolimpiával egyidejűleg, 1930. júliusban rendezték Hamburgban. A versenyt a Nemzetközi Sakkszövetség (FIDE) az öt különböző országból érkezett öt résztvevővel kétfordulós körmérkőzéses formában rendezte.
A versenyt az ezúttal csehszlovák színekben induló, de 1921 óta Angliában élő címvédő, Vera Menchik nyerte 6½ ponttal. A verseny felénél még az osztrák Paula Kalmar-Wolf vezetett 4 játszmából szerzett 3½ pontjával, a második körben azonban Menchik minden játszmáját megnyerte, ezzel megvédte világbajnoki címét.
A végeredmény:
|   | Versenyző         | Ország        | 1   | 2   | 3   | 4   | 5   | Pont |
| - | ----------------- | ------------- | --- | --- | --- | --- | --- | ---- |
| 1 | Vera Menchik      | Csehszlovákia | -   | ½ 1 | 0 1 | 1 1 | 1 1 | 6½   |
| 2 | Paula Kalmar-Wolf | Ausztria      | ½ 0 | -   | 1 0 | 1 1 | 1 1 | 5½   |
| 3 | Wally Henschel    | Németország   | 1 0 | 0 1 | -   | 1 1 | 0 ½ | 4½   |
| 4 | Katarina Beskow   | Svédország    | 0 0 | 0 0 | 0 0 | -   | 1 1 | 2    |
| 5 | Agnes Stevenson   | Anglia        | 0 0 | 0 0 | 1 ½ | 0 0 | -   | 1½   |